# Colocleora anisoscia
Colocleora anisoscia là một loài bướm đêm trong họ Geometridae.